# Johnny Rodrigues
Johnny Rodrigues (Kaapverdië, 12 november 1951 – aldaar, 2001) was een Kaapverdische zanger. Hij was vooral bekend van de nummer 1-hit Hey mal yo. Hij nam zijn nummers op onder de naam Johnny & Orquesta Rodrigues.

## Biografie
Rodrigues werd op de Kaapverdische Eilanden geboren. Begin jaren 70 werd hij opgeroepen voor het Portugese leger, aangezien Kaapverdië destijds een kolonie van Portugal was. Rodrigues wilde niet gestationeerd worden in Angola, destijds ook een Portugese kolonie waar een onafhankelijkheidsstrijd woedde, en vluchtte hierop met zijn familie naar de Verenigde Staten. Van daaruit ging hij in 1974 op vakantie naar Nederland. Hier kwam hij terecht in discotheek Ma Belle Amie in Scheveningen, waar hij ook een tijdje diskjockey was. Peter Tetteroo, de eigenaar van de discotheek, ontdekte Rodrigues als zanger. Met zijn band Tee Set besloot hij om met hem een single op te nemen. Dit was het nummer Hey mal yo, een bewerking van het Portugese volksdansje Ò Malhão. In het voorjaar van 1975 werd dit liedje een nummer 1-hit in Nederland en in Vlaanderen.
Als artiestennaam was gekozen voor Johnny & Orquesta Rodrigues. Deze naam is om twee redenen opvallend. Ten eerste was er geen sprake van een 'orkest', maar stond Rodrigues alleen op het podium. Ten tweede is orquesta het Spaanse woord voor orkest, terwijl Rodrigues' nummers Portugees zijn. Het Portugese woord voor orkest is orquestra.
Rodrigues bleek een eendagsvlieg, want na zijn nummer 1-hit wist hij geen grote successen meer te halen. De single Hasibaba kwam in de zomer van 1975 maar tot nummer 19 in de Top 40 en nummer 24 in de Nationale Hitparade. Het album Hey mal yo, waar zijn twee hitsingles opstonden, kwam niet in de albumlijsten terecht. Twee jaar later stond hij voor het laatst in de Top 40 met Uma casa Portuguesa, een cover van Amália Rodrigues. Daarna verdween Rodrigues weer in de anonimiteit.
Na het overlijden van Rodrigues in 2001 bleek dat Hey mal yo een directe kopie was van de versie van Ò Malhão zoals die in 1973 door de Braziliaanse zanger Roberto Leal was opgenomen.

## Discografie

### Singles
| Single met eventuele hitnotering(en) in de Nederlandse Top 40 | Datum van verschijnen | Datum van binnenkomst | Hoogste positie | Aantal weken | Opmerkingen                       |
| ------------------------------------------------------------- | --------------------- | --------------------- | --------------- | ------------ | --------------------------------- |
| Hey mal yo                                                    |                       | 8-3-1975              | 1               | 12           | #1 (3x) in de Nationale Hitparade |
| Hasibaba                                                      |                       | 19-7-1975             | 19              | 5            | #24 in de Nationale Hitparade     |
| Uma casa Portuguesa                                           |                       | 19-3-1977             | 31              | 3            |                                   |

| Single met hitnotering(en) in de Vlaamse Ultratop 50 | Datum van verschijnen | Datum van binnenkomst | Hoogste positie | Aantal weken | Opmerkingen      |
| ---------------------------------------------------- | --------------------- | --------------------- | --------------- | ------------ | ---------------- |
| Hey mal yo                                           |                       | 1975                  | 1               |              | in de BRT Top 30 |

### NPO Radio 2 Top 2000
| Nummer met noteringen in de NPO Radio 2 Top 2000 | '01  | '02-'03 | '04 |
| ------------------------------------------------ | ---- | ------- | --- |
| Hey mal yo                                       | 1998 | -       | 883 |

1. ↑  Een '-' betekent dat het nummer niet was genoteerd en een vetgedrukt getal geeft de hoogste notering aan.
2. ↑  2001 was het eerste jaar met een notering voor dit nummer.
3. ↑  Deze tabel is bijgewerkt tot en met de laatste editie (2024).